# Arroyo Pascual
Arropascual o Arroyo Pascual es un despoblado español de la provincia de Cáceres, que se ubicaba en el término municipal de Casares de las Hurdes.
Según el diccionario de Madoz, en el siglo XIX era una alquería que se ubicaba entre las actuales alquerías de Huetre y Casarrubia y junto a los también despoblados de Casa Hurde y Castañar.
A mediados del siglo XIX, tenía trece casas bajas y cubiertas de pizarra en lugar de tejas, distribuidas sin ningún orden, donde convivían juntos personas y animales. Su economía se basaba exclusivamente en el sector primario, destacando castañas, aceitunas, apicultura, cabras y en menor medida alguna fruta y caza mayor y menor.
No existe mucha información sobre la alquería después del siglo XIX. A principios del siglo XXI, las alquerías de Huetre y Casarrubia se han unido al construirse casas a lo largo del camino que las une, pudiendo haber alguna casa construida sobre lo que antiguamente se consideraba territorio de la alquería de Arroyo Pascual. (40°26′28″N 6°17′59″O / 40.4412178, -6.2998484)